# Сабина (Охајо)
Сабина (енгл. Sabina) град је у америчкој савезној држави Охајо.

## Демографија
По попису из 2010. године број становника је 2.564, што је 216 (-7,8%) становника мање него 2000. године.
| Група             | 2000.         | 2010.         |
| Белци             | 2.687 (96,7%) | 2.471 (96,4%) |
| Афроамериканци    | 17 (0,6%)     | 22 (0,9%)     |
| Азијати           | 12 (0,4%)     | 8 (0,3%)      |
| Хиспаноамериканци | 32 (1,2%)     | 23 (0,9%)     |
| Укупно            | 2.780         | 2.564         |